# 강희맹선생묘및신도비
강희맹선생묘및신도비(姜希孟先生墓및神道碑)는 대한민국 경기도 시흥시 하상동에 있는, 조선시대 초기의 뛰어난 학자이며 우리나라 최초의 농학자인 사숙제(私淑齊) 강희맹(1424∼1483) 선생의 묘이다. 1985년 9월 20일 경기도의 기념물 제87호로 지정되었다.

## 개요
조선 초기의 뛰어난 학자이며 우리나라 최초의 농학자인 사숙제(私淑齊) 강희맹(1424∼1483) 선생의 묘이다.
세종 29년(1447) 별시문과에 장원으로 급제하여 여러 관직을 거쳐 세조 9년(1463) 중추원 부사로 명나라에 다녀왔으며 성종 13년(1482)에 좌찬성에 이르렀다. 문장이 당대 으뜸이고 글·그림에도 뛰어났으며,『세조실록』,『예조실록』,『경국대전』,『동국여지승람』등의 수많은 편찬사업에 참여하였다. 저서로는『금양잡록』,『사숙재집』,『존담해이』등이 있다.
묘는 부인 안씨와의 합장묘이며 봉분 앞에 묘비·상석·향로석이 있고 그 좌우에 독특한 모습의 문인석이 있다. 묘역 왼쪽 아래에는 성종 19년(1488)에 세운 신도비(神道碑:왕이나 고관 등의 평생 업적을 기리기 위해 무덤 근처 길가에 세우던 비)가 있는데, 서거정이 비문을 짓고 박증영이 글씨를 쓴 것이다.

## 같이 보기
- 강희맹

## 참고 문헌
- 강희맹선생묘및신도비 - 국가유산청 국가유산포털